# Jernjomfru
En jernjomfru er angiveligt et torturredskab, der ofte forbindes med middelalderen, men som først blev opfundet i det sene 18. århundrede. Jernjomfruen er en kasse eller sarkofag af metal eller træ med pigge eller spyd på indersiden. Jernjomfruen kunne åbnes og den dømte kunne placeres inde i den, så spyddene eller piggene enten gennemborede offeret med det samme, så offeret døde af forblødninger (piggene var placeret således, at ingen vitale organer spydes) eller sikrede at offeret ikke bevægede sig, indtil udmattethed, sult eller tørst slog det ihjel.
Eksemplarer af jernjomfruen blev fremstillet igennem det 19. århundrede med henblik på salg til museer og samlere.
Der er imidlertid intet bevis for at jernjomfruen overhovedet er blevet brugt til tortur og at dette blot er en vandrehistorie, til trods for den typiske afbildning af dette. Det mest sandsynlige er, at jernjomfruen er en samling af artefakter fra det 18. århundrede, som museer har sammensat for dramatisk effekt med hensyn på (kommerciel) udstilling, for at tiltrække kunder.

## Jernjomfruen i skønlitteraturen
Jernjomfruen er tilstede i Edgar Allan Poes Brønden og pendulet fra 1842. Novellen handlede om Inkvisitionens torturmetoder.